# Abucheta
Abucheta. pleme američkih Indijanaca porodice Mataco-Macan, koji se do pred kraj 18. stoljeća spominju na području Chaca u sjevernoj Argentini. Abucheta zajedno s grupama Hueshuo i Pesatupe pripadaju široj grupi poznatoj kao Mataguayo, iz koje su preživjeli tek pripadnici plemena Vejoz.  Nestali istoimeni jezik abucheta, član porodice Mataco-Macan. 